# Herb Bychawy
Herb Bychawy – jeden z symboli miasta Bychawa i gminy Bychawa w postaci herbu przyjęty przez radę miejską 26 czerwca 2014..

## Wygląd i symbolika
Herb przedstawia w polu błękitnym podkowę złotą na opak z takimż krzyżem kawalerskim w środku.
Jest to "Jastrzębiec" - herb rodowy dawnych właścicieli miasta Myszkowskich i samego miasta (wizerunek napieczętny z XVI w.).